# نیکلاس هیبست
نیکلاس هیبست (انگلیسی: Nicolas Hibst; ۱۲ اکتبر ۱۹۱۵ – ۲۱ ژانویهٔ ۱۹۵۹) بازیکن فوتبال اهل فرانسه بود.
از باشگاه‌هایی که در آن بازی کرده‌است می‌توان به باشگاه فوتبال متس و باشگاه فوتبال سن-اتین اشاره کرد.